# Les quatre diables
Les quatre diables var ett litterärt studentkotteri i Uppsala och Stockholm som var aktivt de första åren av 1900-talet.
Gruppen bestod av författaren och poeten Sven Lidman, poeten och slavisten Sigurd Agrell, filosofen och psykologen John Landquist och konsthistorikern Harald Brising. Författaren och poeten Sigfrid Siwertz kom så småningom att knytas an till gruppen. I utkanten fanns även den unge litteraturkritikern David Sprengel samt författaren och översättaren Algot Ruhe.
Namnet Les quatre diables togs från en novell av Herman Bang (De Fire Djævle), och gruppen hade en dragning åt det symbolistiska och dekadenta. De vände sig ofta till franska förebilder och påverkades bl.a. av Charles Baudelaire och Arthur Rimbaud. Många i gruppen tog sedermera avstånd från de poetiska resultaten från denna tid, vilket fått som följd att svensk symbolism inte uppmärksammats tillräckligt i svensk litteraturhistoria.

## Galleri

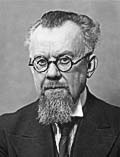
Sven Lidman
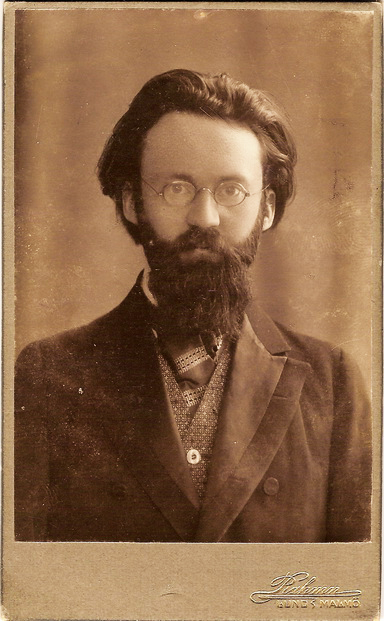
Sigurd Agrell
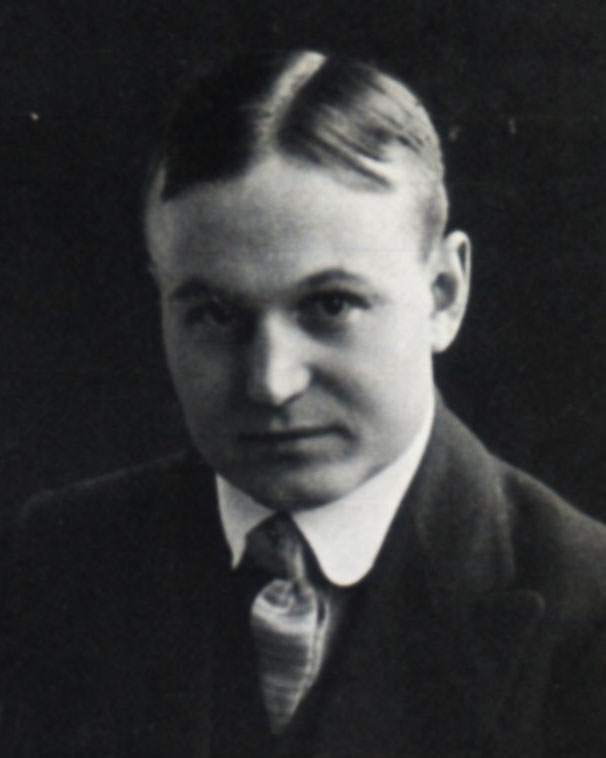
John Landquist
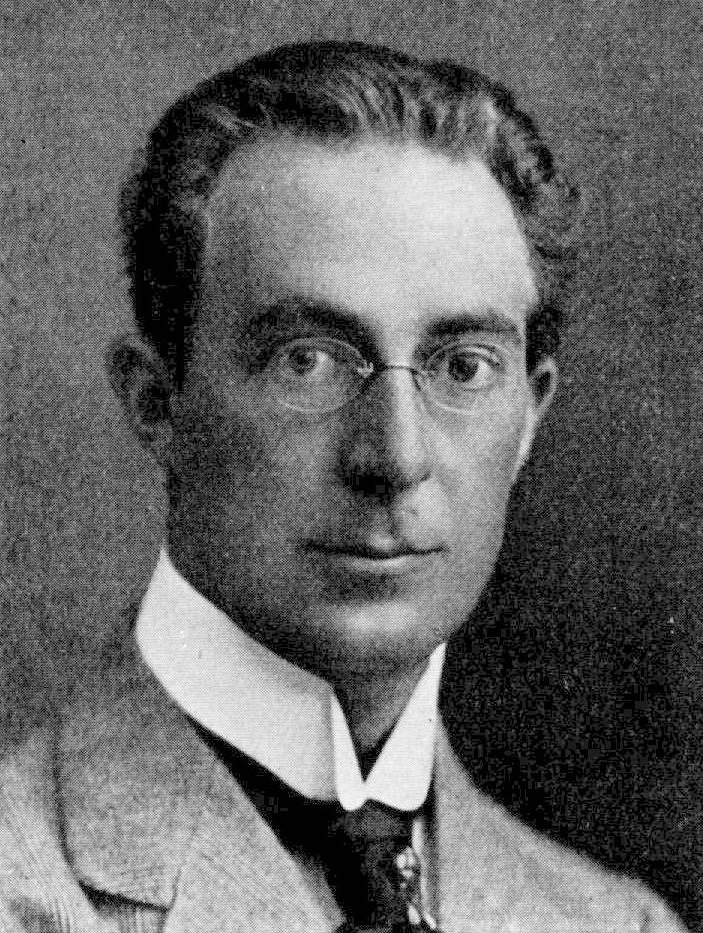
Harald Brising
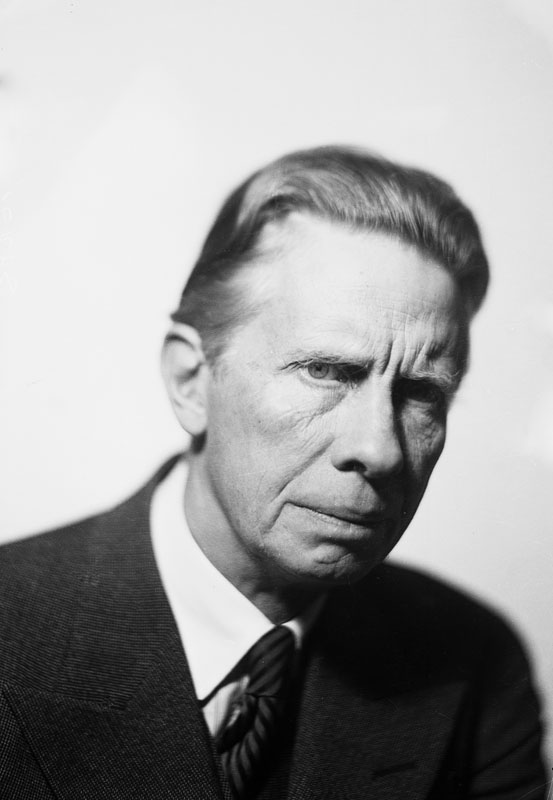
Sigfrid Siwertz